# Maria Józefacka
Maria Emilia Józefacka (ur. 2 marca 1942 w Opolu Lubelskim) – poetka, prozaik, autorka utworów dla młodzieży.
Ukończyła filologię polską na KUL, w 1971 uzyskała stopień doktora za rozprawę Konwencje teatralne w polskiej komedii współczesnej. Debiutowała w 1960 na łamach dwutygodnika "Kamena" jako poetka. W latach 1964–69 była asystentką na KUL, a w latach 1967–71 redaktorem rozgłośni PR (Lublin).

## Nagrody
- 1971 – nagroda im. Stanisława Piętaka za tom "Całopalenie"
- 1985 – nagroda Prezesa Rady Ministrów

## Twórczość

### Tomiki poezji
- Ostrze (1969)
- Całopalenie (1970)
- Epicentrum (1970)
- Adwent (1982)
- Opoka (1983)
- Ziemskie spotkania (1989)

### Zbiory opowiadań
- Godzina Oriona (1988)

### Powieści
- Karkołomna gra (1971)
- Kto sieje wiatr (1973)
- To co najpiękniejsze (1977)
- Dziewczyna nie ludzie (1979)
- Gorczyca (1981)
- Lotnica (1986)
- Czarny charakter (1987)
- Chłopak na niepogodę (1989)
- Korona Północy (1991)
- Sekrety i niespodzianki[1] (1999?)
- Ale numer![2] (2000?)